# Tony Rice (Footballspieler)
Tony Rice (* 5. September 1967 in Spartanburg, South Carolina, USA) ist ein ehemaliger US-amerikanischer American-Football-Spieler. Er spielte auf der Position des Quarterback für die Notre Dame Fighting Irish und wurde mit diesen 1988 nationaler Meister. Später spielte er in der Canadian Football League (CFL), der World League of American Football (WLAF) und der Football League of Europe (FLE).

## Karriere

### College
Rice spielte in der Woodruff High School unter Trainer Willie Varner. Coach Lou Holtz holte ihn 1986 an die University of Notre Dame. Die erste Saison durfte Rice jedoch nicht spielen, da er nur 690 statt der notwendigen 700 Punkte im SAT (Collegezulassungstest) erreicht hatte – die Regelung hatte die NCAA erst zu diesem Jahr eingeführt.
Nach einer Verletzung von Terry Andrysiak startete Rice 1987 für Notre Dame. Die Fighting Irish beendeten die Saison mit acht Siegen bei vier Niederlagen. Sie zogen damit in den Cotton Bowl Classic ein, unterlagen aber Texas A&M in 10:35. Rice wurde in diesem Spiel jedoch kaum eingesetzt. Insgesamt kam er in diesem Jahr auf 1.000 Yards Gesamtoffensive und 8 Touchdowns (663 Yards, 1 Touchdown Passing und 337 Yards, 7 Touchdowns Rushing).
Es folgte eine perfekten Saison 1988 mit der abschließenden nationalen Meisterschaft: Im Fiesta Bowl siegte man über West Virginia mit 34:21, Rice wurde MVP des Spiels. Er beendete das Jahr mit 1.389 Yards und 10 Touchdowns passing und 775 Yards und 9 Touchdowns rushing. Die Fighting Irish war mit Rice zu einer der besten College-Football-Mannschaften der USA geworden.
Auch in der Saison 1999 spielten die Fighting Irish erfolgreich. Sie schlossen die Saison mit zwölf Siegen und einer Niederlage ab. Mit Rice gewannen sie den Orange Bowl. Er kam in diesem Jahr auf 1.221 Yards und zwei Touchdowns passing sowie 934 Yards und sieben Touchdowns rushing. Rice wurde mit dem Johnny Unitas Golden Arm Award als bester Quarterback des College-Football sowie als All-American ausgezeichnet. Bei der Abstimmung zur Heisman Trophy kam er auf Platz 4.

### Profiligen
Im NFL Draft 1990 wurde Tony Rice von keinem Team ausgewählt. Mit 1,85 Meter und 91 kg war er für NFL-Standards zu klein, zudem war er zu stark auf den Lauf fokussiert.
Für die Saison 1990 schloss sich Rice den Saskatchewan Roughriders in der Canadian Football League an. Rice war jedoch nur zweiter Quarterback-Backup und kam wenig zum Einsatz. Insgesamt erreichte er 47 Yards und keinen Touchdown.
Im Februar 1991 war Rice im Draft der World League, einer neuen Farmliga der NFL. Er wurde von den Barcelona Dragons ausgewählt, für die er zwei Spielzeiten als Backup spielte, hatte aber fast die gleichen Einsatzzeiten wie Starter Scott Erney. Die Dragons schlossen die Saison 1991 mit acht Siegen bei zwei Niederlagen ab. Nach dem Sieg im Halbfinale unterlagen sie im Finale, dem World Bowl '91, den London Monarchs mit 0:21. Die Saison 1992 schlossen die Dragons mit fünf Siegen und fünf Niederlagen und gewannen damit die Europe Division. Im Halbfinale unterlagen sie dem späteren Meister Sacramento Surge mit 15:17. Rice kam in den beiden Spielzeiten auf 1228 Yards und ein Touchdown passing und 312 Yards und drei Touchdowns rushing. Nach der Saison 1992 wurde der Spielbetrieb der WLAF vorerst für zwei Jahre eingestellt. Rice beendete seine Karriere.
Zur Saison 1994 kam Rice nach Europa zurück und schloss sich der Munich Thunder in der neu gegründeten Football League of Europe (FLE) an. Mit ihm als Quarterback holte die Thunder sechs Siege bei zwei Niederlagen. Ende Juli lief sein Vertrag jedoch aus, so dass die Münchner ohne ihn das Halbfinale verloren. Rice beendete damit endgültig seine aktive Karriere.

## Trivia
Tony Rice Sohn Anthony Rice war ebenfalls American-Football-Spieler und spielte als Wide Receiver für die Central Michigan Chippewas. Seine Tochter Alexandria Rice nahm an der zwölften Staffel der Reality-Serie Bad Girls Club teil.